# Famille Le Roy de Lisa de Chateaubrun
La famille Le Roy de Lisa de Chateaubrun est une famille noble de Franche-Comté, qui est peut-être originaire du Béarn ou descendant d'un échevin de Paris (1728) dont ils portent les armes.

## Histoire
En 1848, la famille Le Roy de Lisa hérite du marquisat de Châteaubrun.
Par décret présidentiel du 25 juillet 1874, Jules Le Roy de Lisa obtient l'autorisation d'ajouter à son nom celui de de Chateaubrun.

## Armes
Les armes de la famille Le Roy de Lisa de Chateaubrun : « Écartelé, aux I et IV, échiqueté d'argent et de gueules, qui est de Forges de Chateaubrun ; aux II et III, d'or à la croix de gueules cantonnée de seize alérions d'azur, quatre dans chaque canton, qui est de Montmorency ; sur le tout : d’argent au chevron de gueules accompagné en chef de deux merlettes de sable et en pointe d'un lion de gueules, au chef d’azur chargé de trois étoiles d’or, qui est Le Roy. ».

## Arbre
- Louis Charles Le Roy de Lisa (1759-1809),  gendarme de la garde ordinaire du roi.
x (1792) Sophie Adelaïde de Forges de Chateaubrun, dame de Chateaubrun.
  - Charles Auguste Le Roy de Lisa (3 avril 1794 à Paris - 23 octobre 1864 à Miéry).
x (1826) Alexandrine-Eléonore de Jacquot d'Andelarre (1806-1833) 
x (1839) Blanche Terrier de Loray (1813- )
    - Jules Marie Le Roy de Lisa de Chateaubrun (15 juin 1840 à Besançon - 28 janvier 1928 à Noironte), chef de bataillon du Génie, chevalier de la Légion d'Honneur.
x (29 juillet 1867 à Dole) Louise Julie Marie Le Compasseur Créqui de Monfort de Courtivron (1848-1920)
      - René Le Roy de Lisa de Chateaubrun (22 mai 1875 à Noironte - 30 juin 1942 à Besançon).
x (6 juin 1904 à Dentergem) Madeleine Kervyn de Lettenhove (1881-1913)
        - Guy Le Roy de Lisa de Chateaubrun (27 novembre 1909 à Paris - 10 août 1938 à Giremoutiers).
x (20 décembre 1937 à Londres) Barbara Wenman (1916- )

      - x (13 juillet 1921 à Paris) Marie de Sarret de Coussergues (1882-1971)
        - Colette Le Roy de Lisa de Chateaubrun (6 octobre 1922 à Paris - 2018).
x (18 avril 1944 à Noironte) Henry Dadvisard de Talairan (1917-2002)

    - Hubert Le Roy de Lisa (1841-1844)

  - Louise Caroline Le Roy de Lisa (1797- ).
x (13 août 1818) Prosper de Chérisey (1786-1837)

## Personnalités

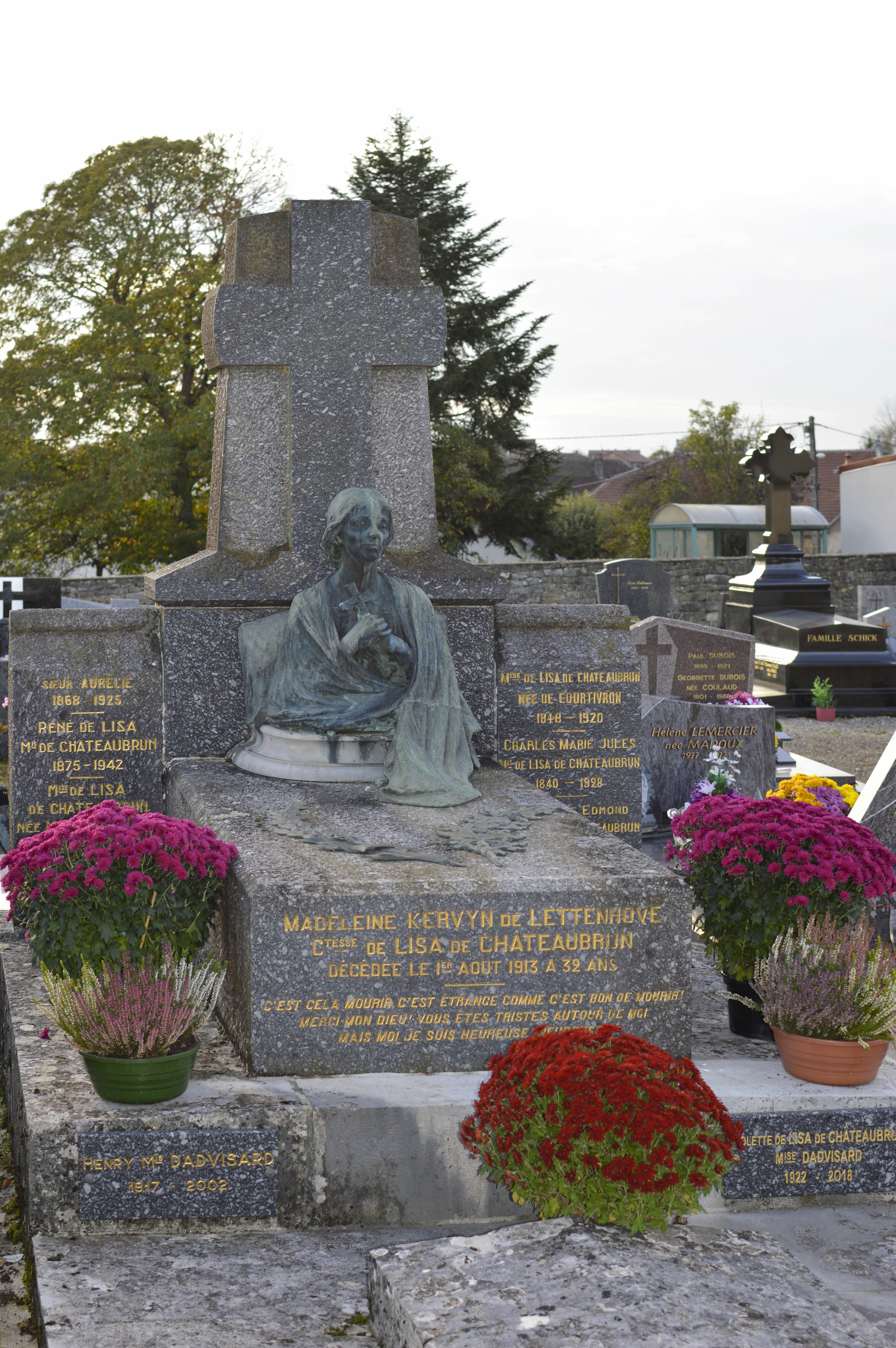
Tombe de la famille Le Roy de Lisa de Chateaubrun dans le cimetière de Noironte.

- Louis Le Roy de Lisa (1725- ). Écuyer, conseiller du Roi, procureur général des Eaux et Forêts de France au siège général de la table de marbre du Palais à Paris.
- Charles-Auguste Le Roy de Lisa (1794-1864). Né le 3 avril 1794 à Paris. Capitaine d'infanterie dans la garde royale, conseiller général de la Haute-Saône, maire de Vesoul en 1830, sous-préfet de Toulon. Il décède le 23 octobre 1864 à Miéry[5]
- Jules Le Roy de Lisa de Chateaubrun (1840-1928). Né le 16 juin 1840 à Besançon. Chef de bataillon du Génie, chevalier de la Légion d'Honneur par décret du 4 mai 1889. Maire de Miéry puis de Noironte. Décédé le 28 janvier 1928 à Noironte.
- René Le Roy de Lisa de Chateaubrun (1875-1942), sculpteur et maire de Noironte.
- Guy de Chateaubrun (1909-1938), aviateur, chevalier de la Légion d'Honneur à titre posthume.

## Propriétés

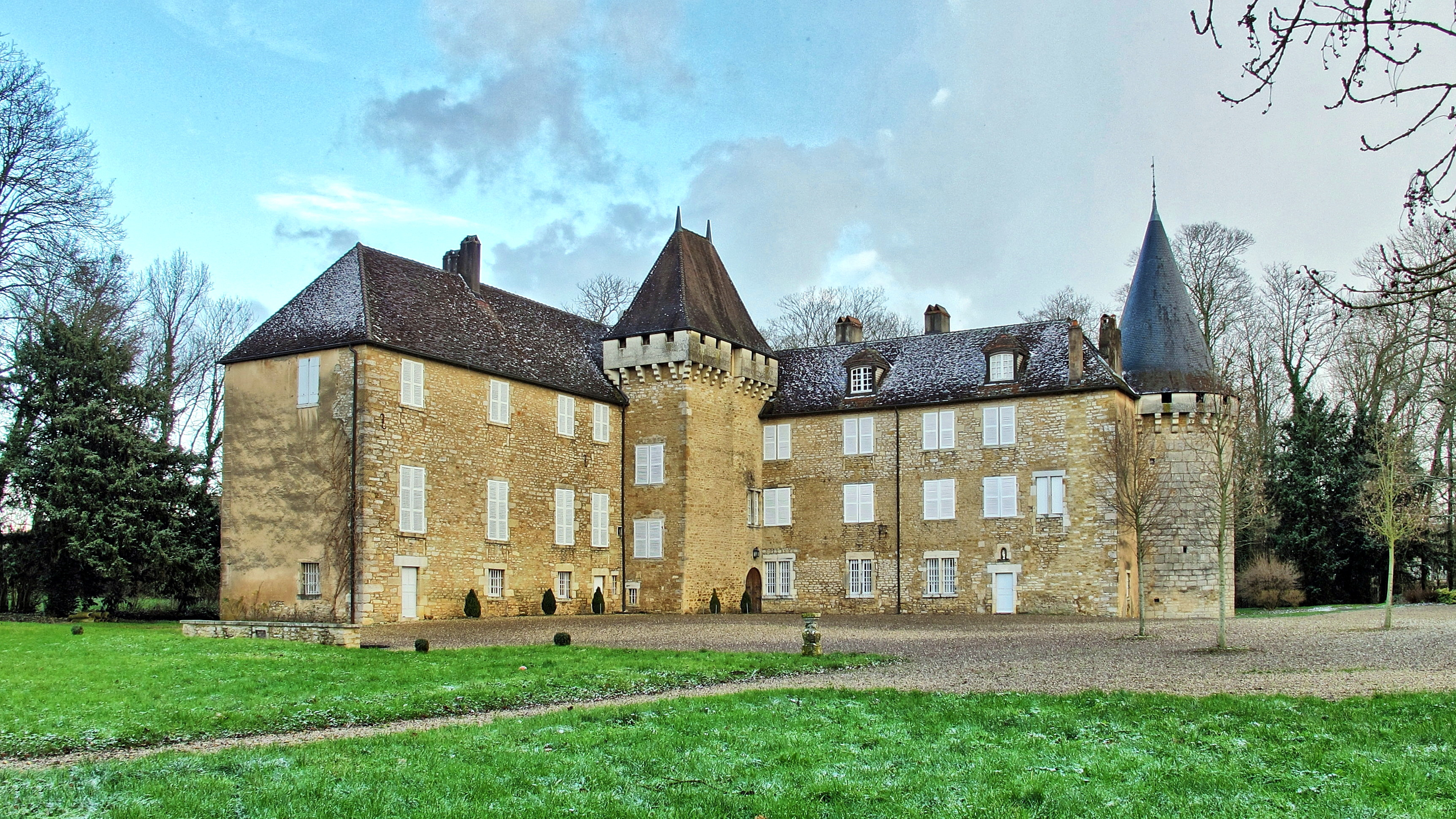
Le château de Noironte.